# Паметник „11 октомври“
Паметникът „11 октомври“ (на македонска литературна норма: Споменик „11 Октомври“) се намира в град Струмица, Северна Македония. Изграден е в чест на националния празник на Социалистическа Република Македония — 11 октомври, а по-късно под името Ден на народното въстание в Македония, официален празник на Северна Македония). На този ден през 1941 г. се смята, че е поставено началото на антифашистката съпротива на комунистическата партия във Вардарска Македония.
Паметникът е първият, издигнат на територията на Струмица след Втората световна война. Официално е открит на 11 октомври 1949 г. Намира се в горния край на малкия градски парк в центъра на града. Паметникът е изграден от бетон във формата на пирамида, която на 2 от страните си има мраморни плочи с еднакъв текст.